# Rubén Pagliari
Rubén Orlando Pagliari (20 settembre 1927 – 28 novembre 1987) è stato un cestista argentino.

## Carriera
Con l'Argentina ha disputato i Giochi olimpici di Helsinki 1952.